# Metoděj Havlíček
Metoděj Havlíček (27. července 1893 Předklášteří u Tišnova – 7. října 1950 Ostrava) byl válečný invalida, úředník, redaktor a spisovatel. Používal řadu pseudonymů.

## Životopis
Přesto že byl doktory uznán jako nemocný a nezpůsobilý pro vojenskou službu, byl v roce 1915 odveden a zúčastnil se bojů v 1.světové válce. Byl roku 1916 v Itálii raněn a roku 1918 byl propuštěn do civilu jako válečný invalida.
Po vzniku Československa se stal funkcionářem Družiny československých válečných poškozenců. Od roku 1919 byl zaměstnán jako úředník Zemského úřadu pro péči o válečné poškozence v Brně. Stal se také tajemníkem sdružených organizací invalidů na Těšínsku a předsedou dozorčí rady Záložního a obchodního družstva válečných poškozenců.
Na Ostravsku působil jako vydavatel a redaktor regionálních časopisů, např.v letech 1924-1929 Karvinské listy, Moravskoslezský týdeník, Náš cíl, Moravskoslezské noviny, Moravskoslezské slovo. Často zde obhajoval zájmy válečných invalidů.

## Pseudonymy
Podepisoval se někdy jako Metoděj Havlíček–Tišnovský a používal pseudonymy Fred Stolský a Adolf Reclík.

## Dílo
V řadě jeho prací se objevuje prvek invalidů a lidí trpících, prezentuje fantastické představy budoucnosti lidstva.

### Vydané svazky
- Jedovatý muž (1932), dobrodružný román
- Gumová pevnost (1935), trojdílný román, pseudonym Stolský
- Maminko, proč nepřicházíš? (1936), román o 1000 stránkách s prvky SF, pseudonym Stolský
- Cirkusová příšera (1938), trojdílný román, pseudonym Stolský
- Matčiny ruce (1940, 1942), povídka
- Papírový andělíček [1940], román
- Děvče z automatu [1941]
- Slepý harmonikář (1942), povídka
- Světová vzpoura pilotů a zánik světa (1947)
- Oko za dvě oči (1948)